# Naie
Naie (jap. 奈井江町 Naie-chō) – miasto w Japonii, w prefekturze Hokkaido, w podprefekturze Sorachi. Według danych na rok 2020 miejscowość zamieszkiwało 5 120 mieszkańców , a gęstość zaludnienia wyniosła 58,1 os./km².